# .bi
.bi (Burundi) é o código TLD (ccTLD) na Internet para o Burundi. É um ccTLD extremamente rígido e possui restrições, como o registro de domínios para sites pornográficos e sites voltados para a Comunidade LGBT.[carece de fontes?]

## Categorias
.com.bi - Destinado ao uso Comercial / Genérico;
.net.bi - Destinado a Empresas que atuem na Internet;
.org.bi - Destinado a Organizações não Governamentais;
.gov.bi - Destinado a Entidades Governamentais;
.bi - Destinado ao uso em Geral.